# 公民党 (台湾)
公民党（こうみんとう、公民黨）は、台湾の政党。代表は銭漢清。1993年3月7日、中華民国第73番目の政党として成立した。2005年の国民大会代表選挙に4名の候補者を擁立し、銭漢清の1議席を獲得。（ただし国民大会の任期は1ヶ月）2008年の総統選挙における公約は「中華民族台湾大公国の建国、核武装、重罪以外の受刑者釈放、安楽死・売春の合法化」などである。